# Alaysia
Alaysia is een geslacht van borstelwormen uit de familie van de Siboglinidae.

## Soorten
- Alaysia spiralis Southward, 1991